# USS Gillespie (DD-609)
USS Gillespie (DD-609) – niszczyciel typu Benson. Został odznaczony dziewięcioma battle star za służbę w czasie II wojny światowej.